# Пучков Олександр Миколайович
Олександр Миколайович Пучков (рос. Александр Николаевич Пучков; 25 березня 1957 — 9 жовтня 2024) — радянський легкоатлет, олімпійський медаліст.

## Виступи на Олімпіадах
| Олімпіада   | Дисципліна                    | Місце |
| ----------- | ----------------------------- | ----- |
| Москва 1980 | біг на 110 метрів з бар'єрами | 3     |